# シメオン (クロパの子)
シメオン（Simeon）はイエス・キリストの従兄弟で、エルサレム教会第2代主教。トラヤヌス帝の迫害下で殉教したとされる。
正教会・カトリック教会・ルーテル教会で聖人。日本正教会では「聖使徒神品致命者主の義兄聖シメオン」とも表記される。

## 生涯
エウセビオスが教会史に引用するへゲシップスの記事に拠ると、シメオンはイエスの父ヨセフの弟であるクロパの息子であり、イエスが生まれる前に誕生したと言う。
新約聖書には彼の記述が見られないが、ルカ福音書が伝えるエマオへの道程の際にクロパともう一人の弟子についての記述が見られ、仮にこのクロパがシメオンの父と同一人物とすれば、もう一人の弟子はシメオンである可能性がある。
紀元62年に初代エルサレム主教ヤコブ（イエスの兄弟）が殉教すると、後継の主教として他の長老達から全会一致で認められた。第一次ユダヤ戦争の際には他の信徒達を連れてペラに逃れた。
戦争が終結するとエルサレムに戻り教団を経営していたが、120歳の時にユダヤ総督アッティコに捕らえられ拷問にかけられた。時のローマ皇帝トラヤヌスはユダヤ戦争のトラウマからダビデの後胤を絶滅する様命じ、シメオンもその血を引いていたから標的となったのである。
アッティコはその身が老年である事から棄教する事を薦めたが、シメオンは頑なに拒否した為に遂に磔刑に処せられる事になった。シメオンは自ら十字架に進んで釘に打ち付けられ、従兄弟のイエス同様に己を殺す者達への祈りを唱えてから壮絶な最期を遂げた。その場に居た人達は120歳の老人が十字架上での苦しみに最後まで耐えた事に驚嘆したと言う。

## 熱心党のシモンとの混同
シメオンはよく12使徒の一人である熱心党のシモンと古くから同一視されてきた。後者が美術上、十字架を持った老人として表されるのはそのためである。